# Ван Поппель, Бой
Бой ван Поппель (нидерл. Boy van Poppel; род. 18 января 1988, Утрехт, Нидерланды) — голландский профессиональный шоссейный велогонщик, выступающий за команду мирового тура «Trek-Segafredo».

## Семья
Бой ван Поппель родился в велосипедной семье. Его мать — Леонтьен ван дер Линден (Leontien van der Lienden), участница Олимпийских игр 1984 года в Лос-Анджелесе, где в групповой гонке на шоссе заняла 28 место, также Леонтьен неоднократный призёр Чемпионата Нидерландов в группой гонке; отец — Жан-Поль ван Поппель (Jean-Paul van Poppel) многократный победитель этапов на Тур де Франс, Джиро д'Италия, Вуэльте Испании. Мачеха Данни также велогонщица — чемпионка Нидерландов по велокроссу 2008 года Мирьям Мелхерс-ван Поппель (Mirjam Melchers-van Poppel). Кроме того, у спортсмена есть младший брат — Данни (род. 1993), голландский профессиональный шоссейный велогонщик, победитель этапа Вуэльты Испании 2015 года, в настоящее время выступающий за команду Jumbo-Visma, и младшая сестра Ким ван Поппель (род. 1990) — чемпионка Нидерландов по велокроссу 2006 года в категории дебютанток.

## Достижения
2006
1-й  — Чемпион мира по циклокроссу (юниоры)
2008
1-й — этап 5 Тур Миссури
9-й — Омлоп ван хет Васланд
9-й — Тур Оверэйссел
2009
1-й — этап 5 Тур Нормандии
1-й — пролог (КГ) Тур Олимпии
2-й — Схал Селс
3-й — Чемпионат Нидерландов — групповая гонка (U-23)
8-й — Антверпсе Хавенпейл
9-й — Омлоп ван хет Васланд
2010
1-й — этап 4 Крейз Брейз Элит
5-й — Шатору Классик де л’Эндр
6-й — Зеллик — Галмарден
10-й — Dwars door Drenthe
2011
5-й — Тур Дренте — ГК
2012
3-й — Нокере Курсе
7-й — Тур Британии — ГК
1-й  — ОК
8-й — Хандзаме Классик
2013
4-й — Пипл’с Чойс Классик
6-й — Ваттенфаль Классик
6-й — Амстел Куракао Рейс
2014
8-й — Халле — Ингойгем
2017
9-й — Три дня Де-Панне — ГК
| ГК | Генеральная классификация            |
| ОК | Очковая классификация                |
| КГ | Командная гонка с раздельным стартом |

### Гранд-туры
| Гонка           | 2013 | 2014 | 2015 | 2016 | 2017 |
| --------------- | ---- | ---- | ---- | ---- | ---- |
| Джиро д'Италия  | —    | 131  | 146  | НФ   | —    |
| Тур де Франс    | 144  | —    | —    | —    | —    |
| Вуэльта Испании | —    | —    | 158  | —    | —    |

| —  | Не участвовал  |
| НФ | Не финишировал |